# Rhymbomicrus caseyi
Rhymbomicrus caseyi es una especie de coleóptero de la familia Endomychidae.

## Distribución geográfica
Habita en Oklahoma (Estados Unidos).